# 短鰭犬牙石首魚
短鰭犬牙石首魚為輻鰭魚綱鱸形目鱸亞目石首魚科的其中一種，分布於東太平洋區，從美國加州南部至加利福尼亞灣海域，體長可達69公分，棲息在沿岸，屬肉食性，主要以小魚為食，可做為食用魚。